# ورزشگاه کارلایل گراوندز
ورزشگاه کارلایل گراوندز (به لاتین: Carlisle Grounds) یک ورزشگاه در جمهوری ایرلند است که در بری، ایرلند واقع شده‌است.